# An Dehai
An Dehai (chino: 安德海; pinyin: Ān Déhǎi; Wade–Giles: An Te-hai, 1844 – 12 de septiembre de 1869) fue un eunuco palaciego en la corte imperial de la dinastía Qing. En la década de 1860, se convirtió en el confidente de la emperatriz viuda Cixí y posteriormente fue ejecutado como parte de una lucha de poder entre la emperatriz viuda y el príncipe Gong.

## Biografía
Antes de convertirse en eunuco, An vivió en la Fortaleza Wanping, cerca de Pekín. La emperatriz viuda Cixí consideró a An como su eunuco favorito, y se refirió a él como "Pequeño An" (小 安 子). Jung Chang escribe en Empress Dowager Cixi: The Concubine Who Launched Modern China (2013) que "los sentimientos de Cixí hacia él iban mucho más allá del cariño para un sirviente devoto", y que ella estaba "claramente enamorada" de An. En 1869, Cixí envió a An en una misión a la Fábrica Textil Imperial en Nankín, para "supervisar la adquisición" de vestidos de novia para la boda del emperador Tongzhi. En este viaje, An viajó por el Gran Canal con un despliegue visible de autoridad imperial. Esto era una violación abierta de las reglas de palacio, que prohibía a los eunucos de palacio salir de la capital sin autorización bajo pena de muerte, para evitar que los eunucos ganaran demasiado poder.

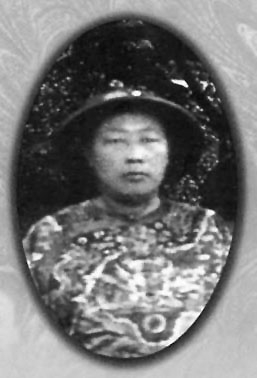
Fotografía de retrato del gran eunuco imperial de la dinastía Qing, An Dehai. Fecha de nacimiento: 1844. Fallecimiento: 12 de septiembre de 1869 (24 o 25 años de edad) Jinan, provincia de Shandong, China. Ocupación: eunuco palaciego. Conocido por: favorito de la emperatriz viuda Cixí.

Cuando An y su séquito llegaron a la provincia de Shandong, el gobernador Ding Baozhen informó sobre su comportamiento a la Ciudad Prohibida. Dirigido por el príncipe Gong, a quien no le gustaba An, el Junji Chu ordenó la ejecución del eunuco. La emperatriz viuda Ci'an parecía haber apoyado la decisión, mientras que la emperatriz viuda Cixí, que favorecía a An, no intervino en nombre del eunuco. Según una explicación, la emperatriz viuda Cixí asistía a una representación de la ópera de Pekín en el momento en que se tomó la decisión y solicitó que no se la molestara. Como resultado, An y otros seis eunucos de su séquito fueron decapitados cerca del manantial Ximizhi en un templo de Guan Di en Jinan. Los otros miembros del grupo de An, incluidos sus parientes femeninos y algunos músicos, fueron hechos esclavos y desterrados a Heilongjiang en el extremo noreste del Imperio Qing. Después de la ejecución de An, la desconsolada Cixí recogió todas sus pertenencias y las confió a uno de sus hermanos. Uno de los amigos de An, un compañero eunuco, echó la culpa de su muerte a Cixí, y fue rápidamente estrangulado como castigo. Historiadores como Stephen Hawking y Jung Chang han sugerido que la ejecución de An fue parte de, y exacerbó, una lucha de poder más amplia entre la emperatriz viuda Cixí y el príncipe Gong.